# Fontaine des Quatre-Parties-du-Monde
Pour les articles homonymes, voir Carpeaux.
La fontaine des Quatre-Parties-du-Monde, ou fontaine de l’Observatoire, ou encore fontaine Carpeaux, est un monument parisien situé place Ernest-Denis, dans le jardin des Grands-Explorateurs Marco-Polo et Cavelier-de-la-Salle qui prolonge l'avenue de l'Observatoire en direction du jardin du Luxembourg. Elle est inscrite au titre des monuments historiques par arrêté du 28 avril 1926.

## Historique
Le baron Haussmann a commandé cette œuvre en 1867 à Jean-Baptiste Carpeaux, sculpteur officiel de Napoléon III. Elle constitue une porte d’entrée sur le jardin du Luxembourg. La fontaine est située sur l’axe du méridien de Paris face à l’Observatoire. L’artiste a représenté quatre parties du monde tournant autour de la sphère céleste. L’Océanie n'est pas représentée parce qu'elle n'est encore découverte dans sa totalité à cette époque. Ce choix de Carpeaux se justifie également pour des raisons d’équilibre et d’harmonie de l’œuvre. 
La fontaine en bronze a été construite entre 1867 et 1874. Conçue par l'architecte Gabriel Davioud, elle a été réalisée grâce à la collaboration de plusieurs artistes. Jean-Baptiste Carpeaux a réalisé le groupe des Quatre parties du monde soutenant le globe orné des signes du zodiaque. La fonte de ce groupe est confiée à la fonderie Thiébaut Frères. Emmanuel Frémiet a réalisé les huit chevaux marins ainsi que les poissons et les tortues du bassin, Eugène Legrain a sculpté le globe et la frise des signes du zodiaque, Louis Villeminot a réalisé la frise et les guirlandes ornant le piédestal.

## Description
Le thème général de la fontaine est directement lié à l'Observatoire de Paris tout proche.
La partie la plus remarquable de la fontaine est constituée par le groupe de quatre femmes qui soutient la sphère céleste, dont une reproduction est visible au musée d'Orsay. Elles représentent L'Afrique (symbolisée par une femme noire), L'Amérique (symbolisée par une Amérindienne), L'Asie (symbolisée par une Asiatique) et L'Europe (symbolisée par une femme europoïde).
Ce groupe se distingue par la qualité de la représentation du mouvement, une des caractéristiques de l'œuvre de Jean-Baptiste Carpeaux. Cependant, la critique n'y a pas forcément été réceptive à cette représentation, et l'enchevêtrement des jambes a déplu aux contemporains.
L'Afrique porte à la cheville une chaîne brisée, qui n'est pas tout à fait libre puisque l'Amérique a le pied dessus. Il s'agit d'une référence au mouvement d'abolition de l'esclavage, alors encore inachevé dans le monde.

Galerie de photographies
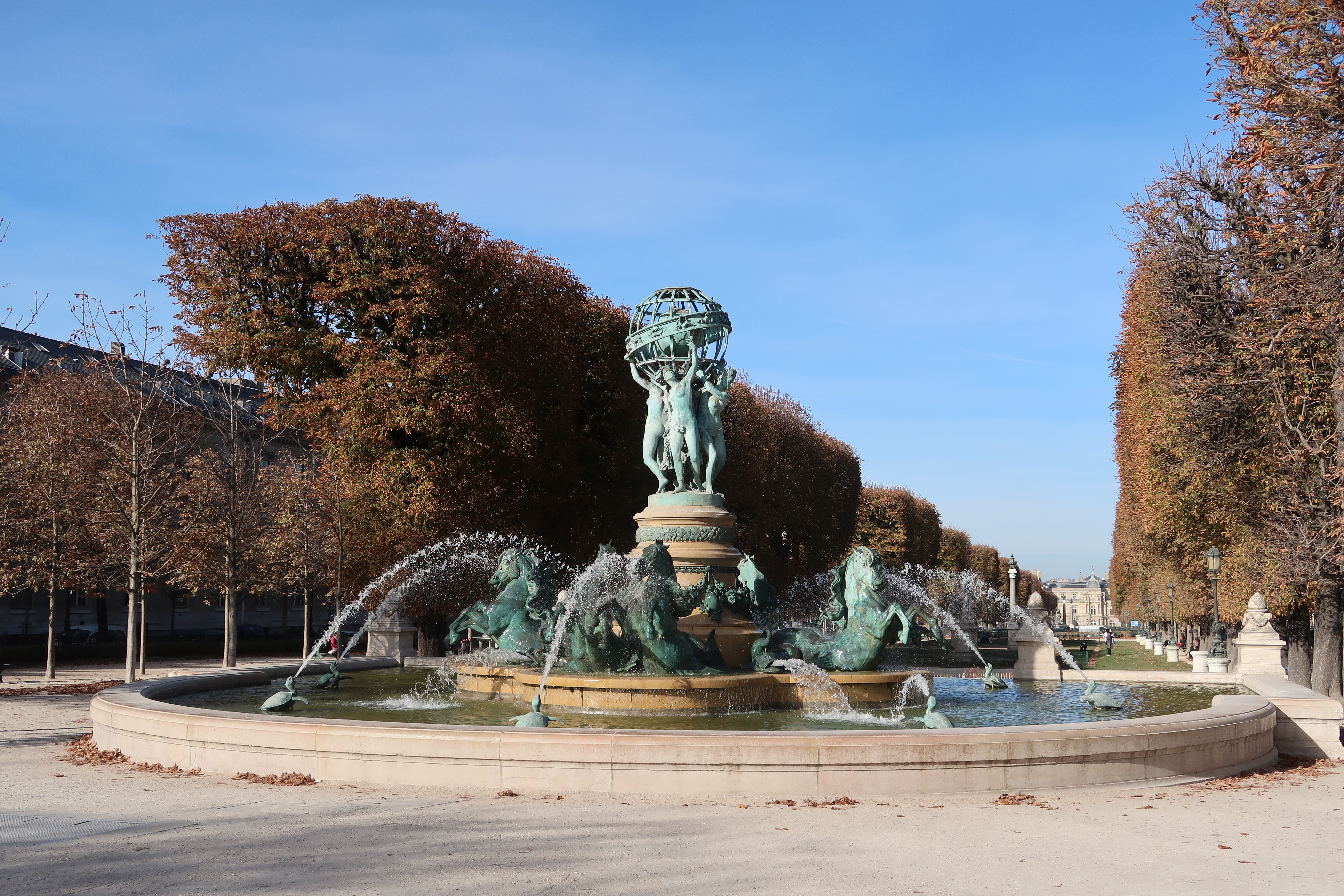
Vue d'ensemble.
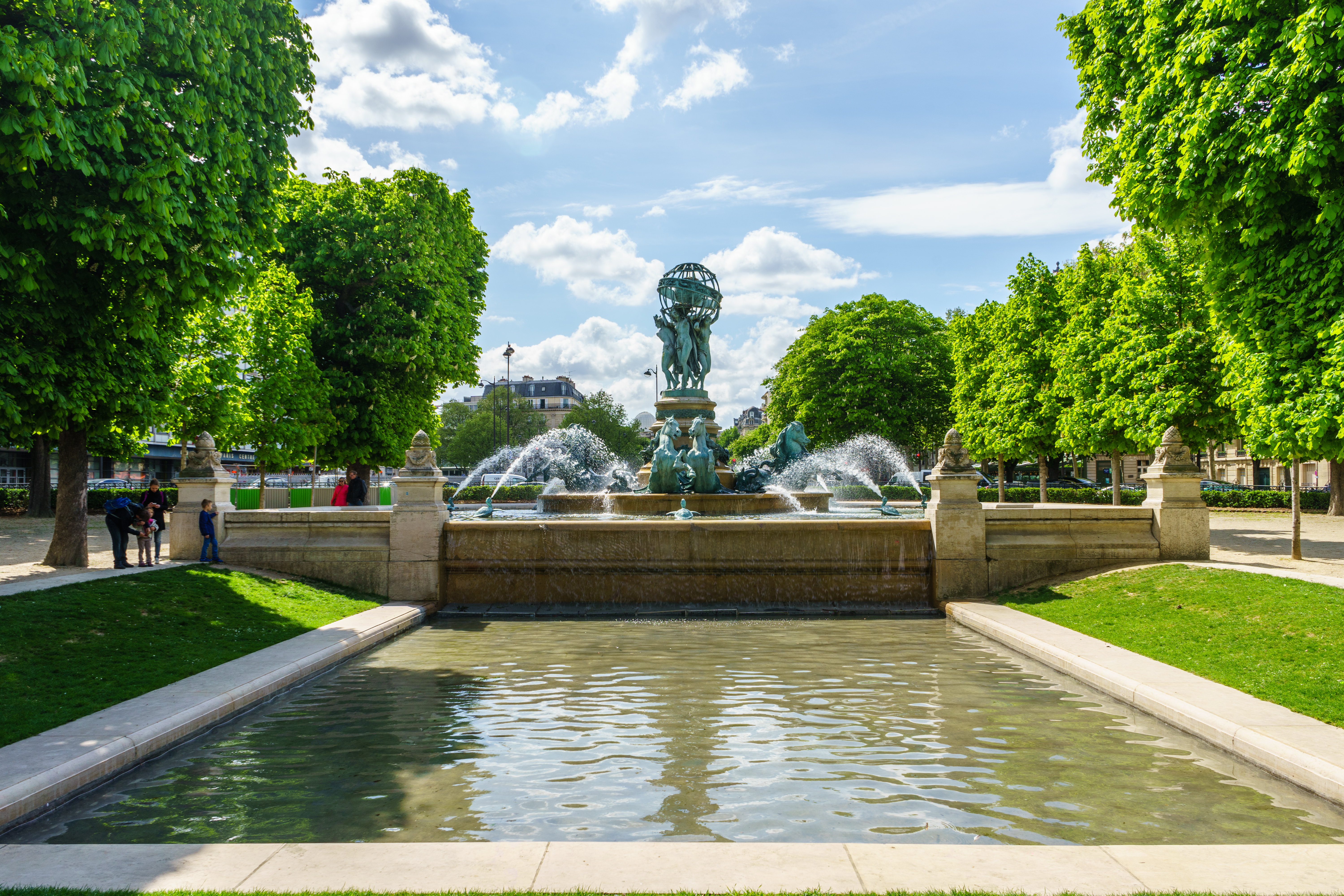
Vue bassin arrière.
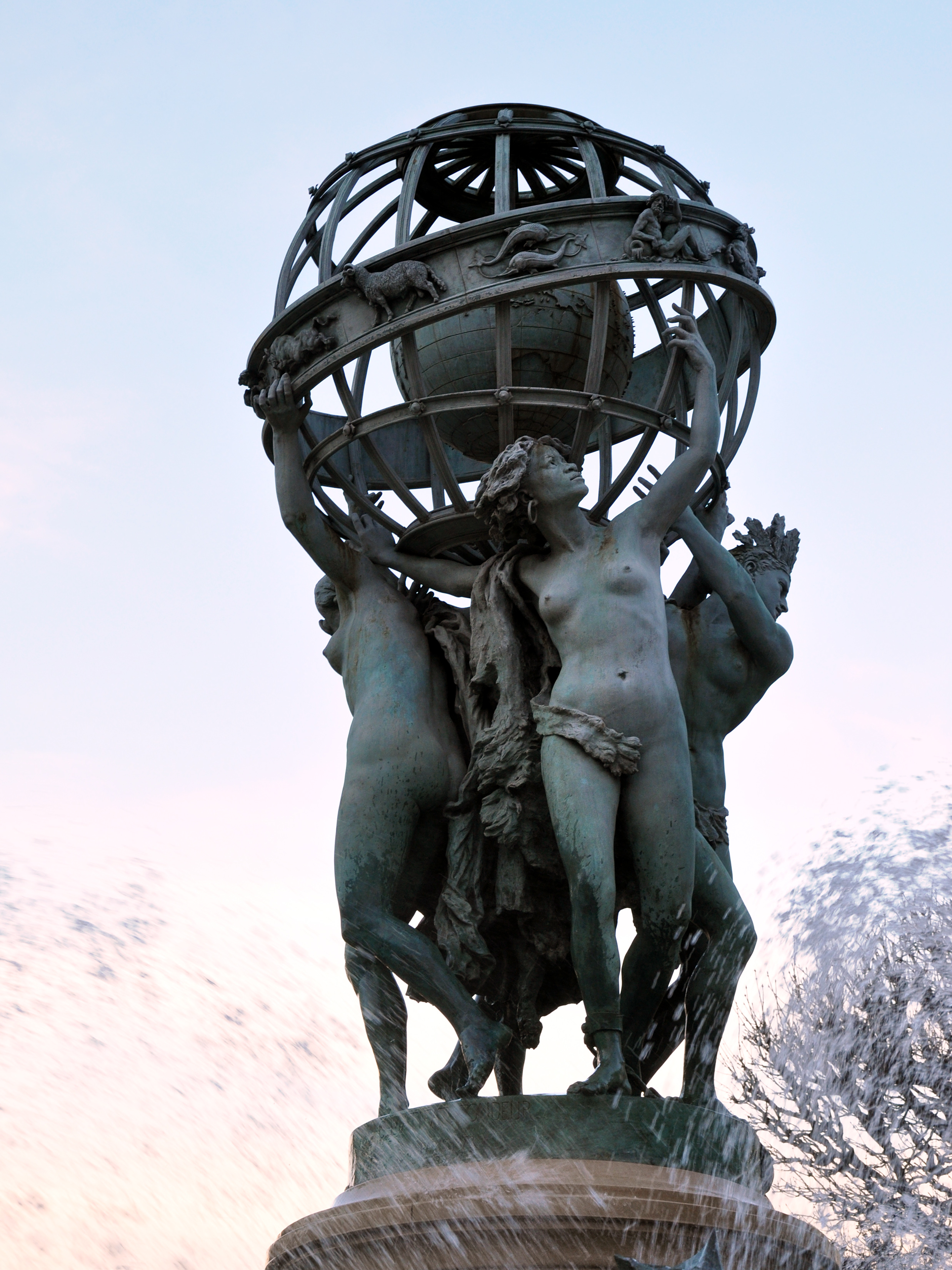
Les quatre parties du monde, groupe de Jean-Baptiste Carpeaux.
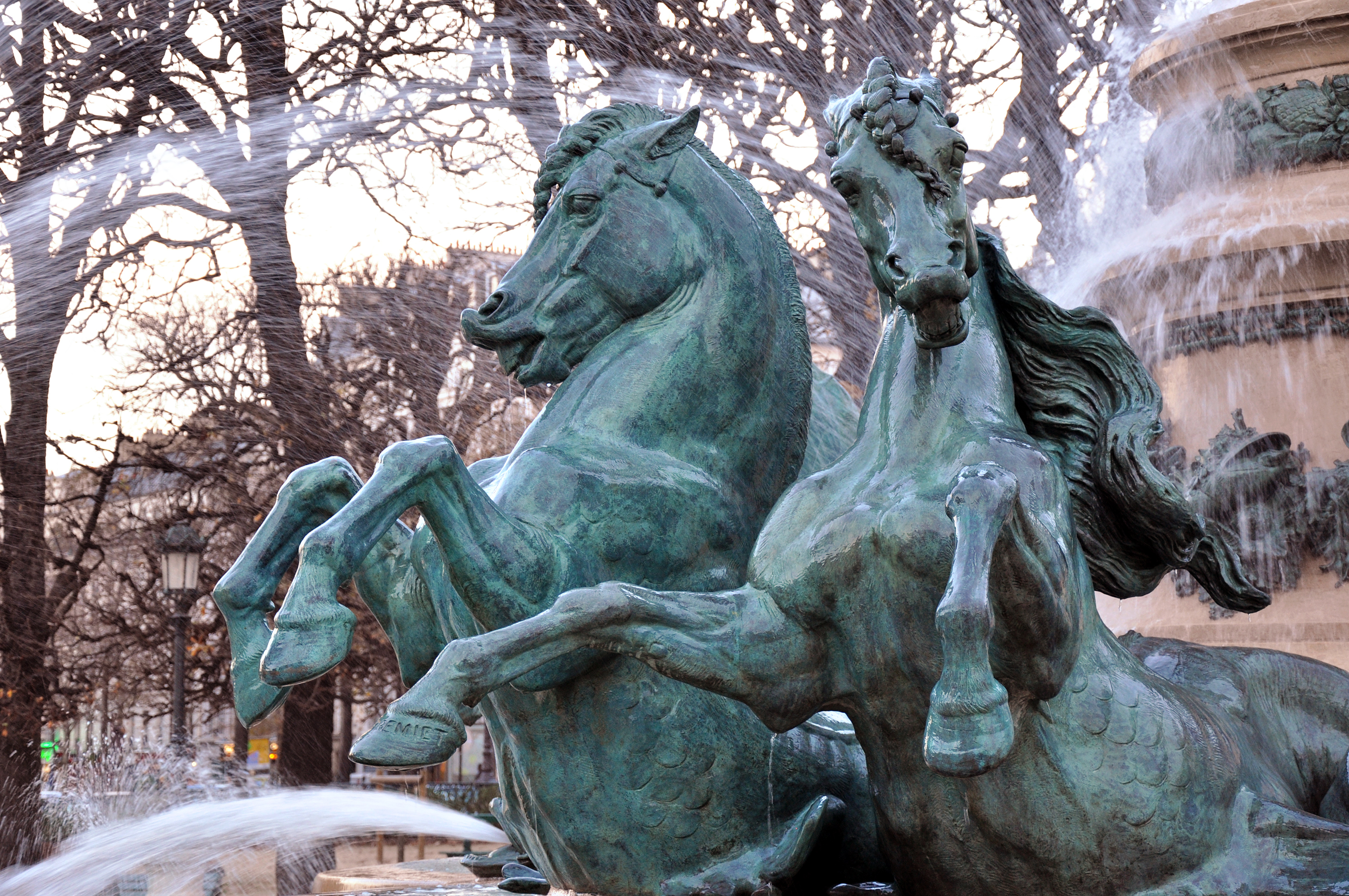
Détail des chevaux marins d'Emmanuel Frémiet.
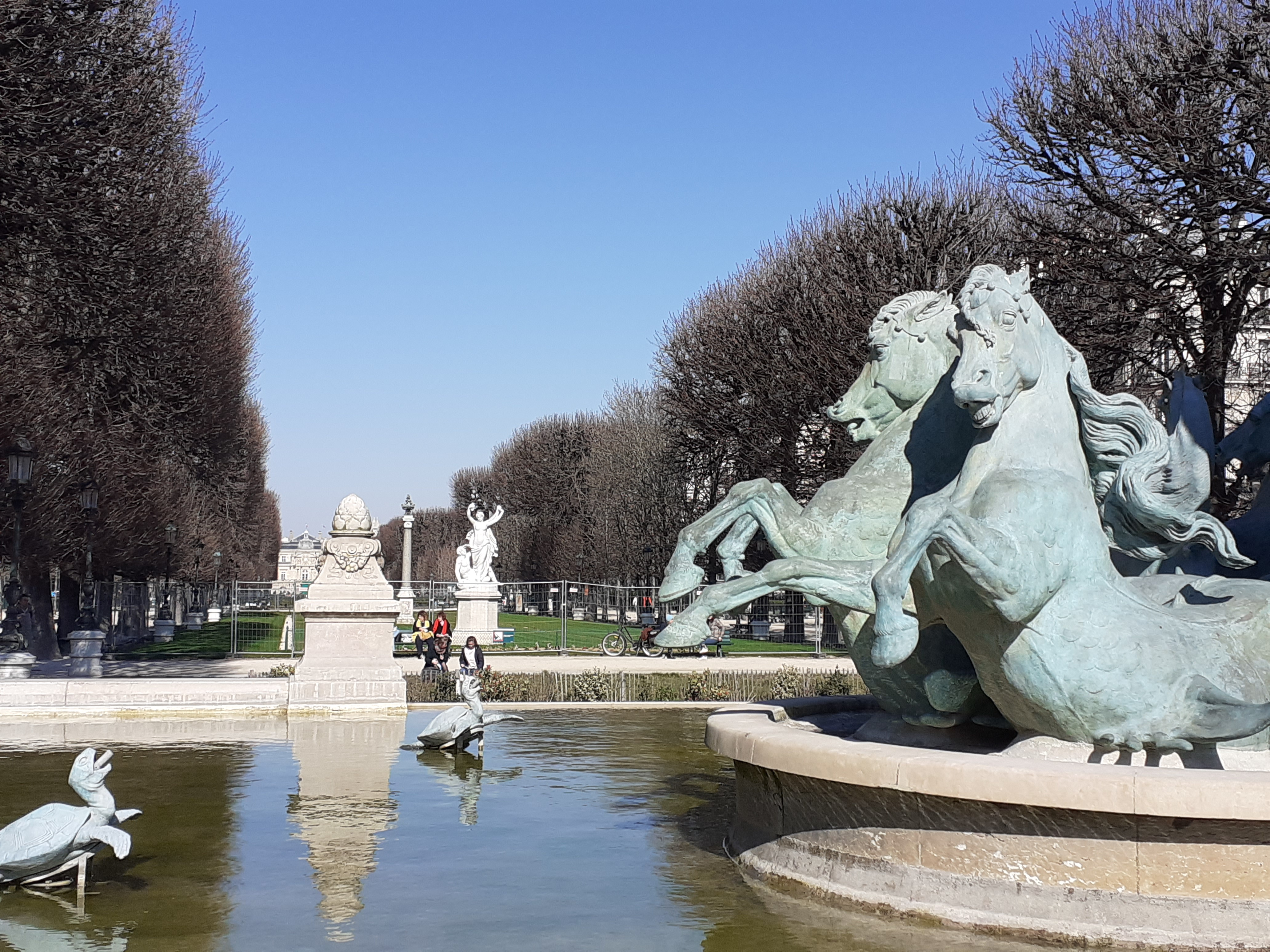
Perspective.
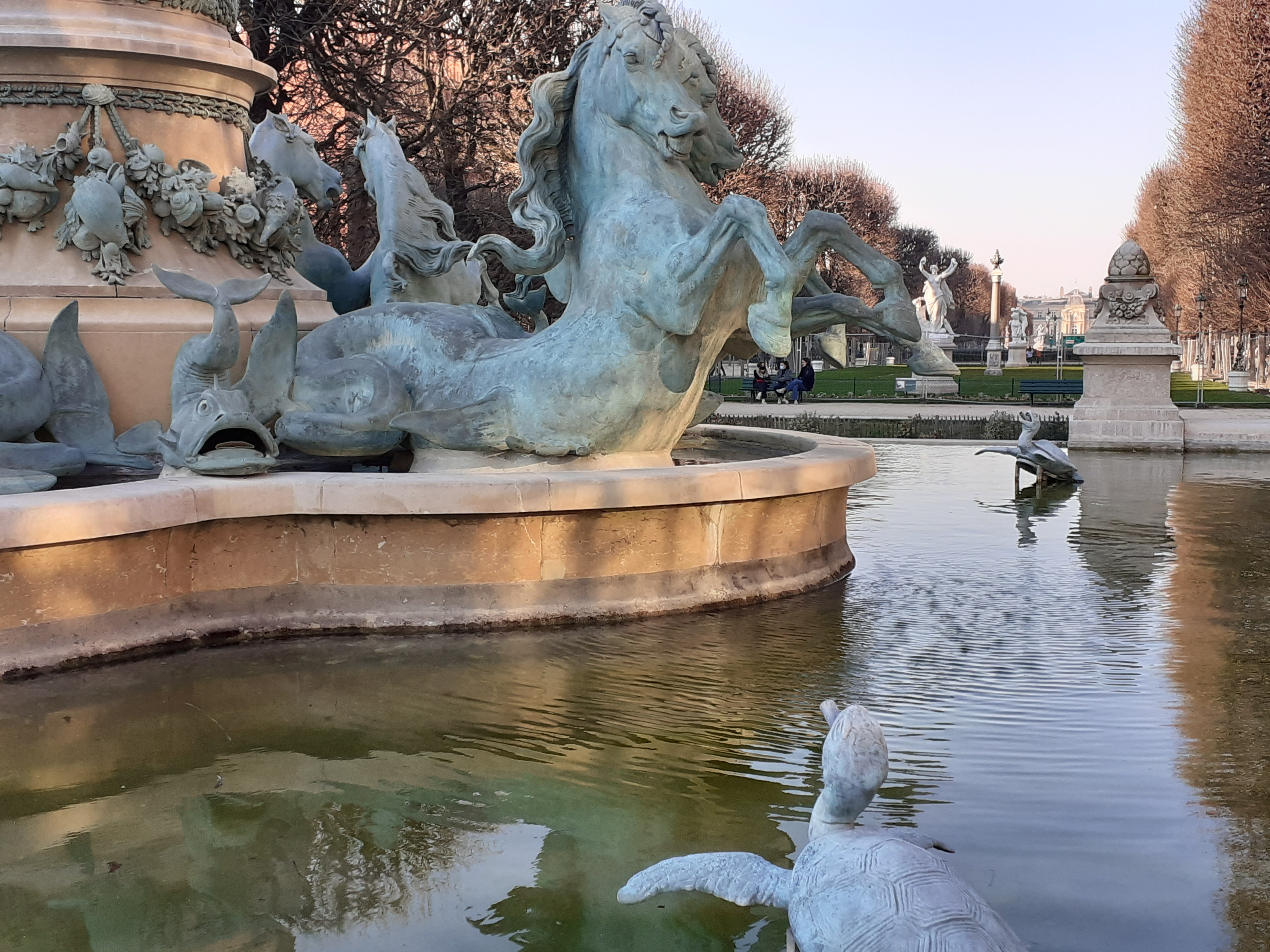
Autre perspective.
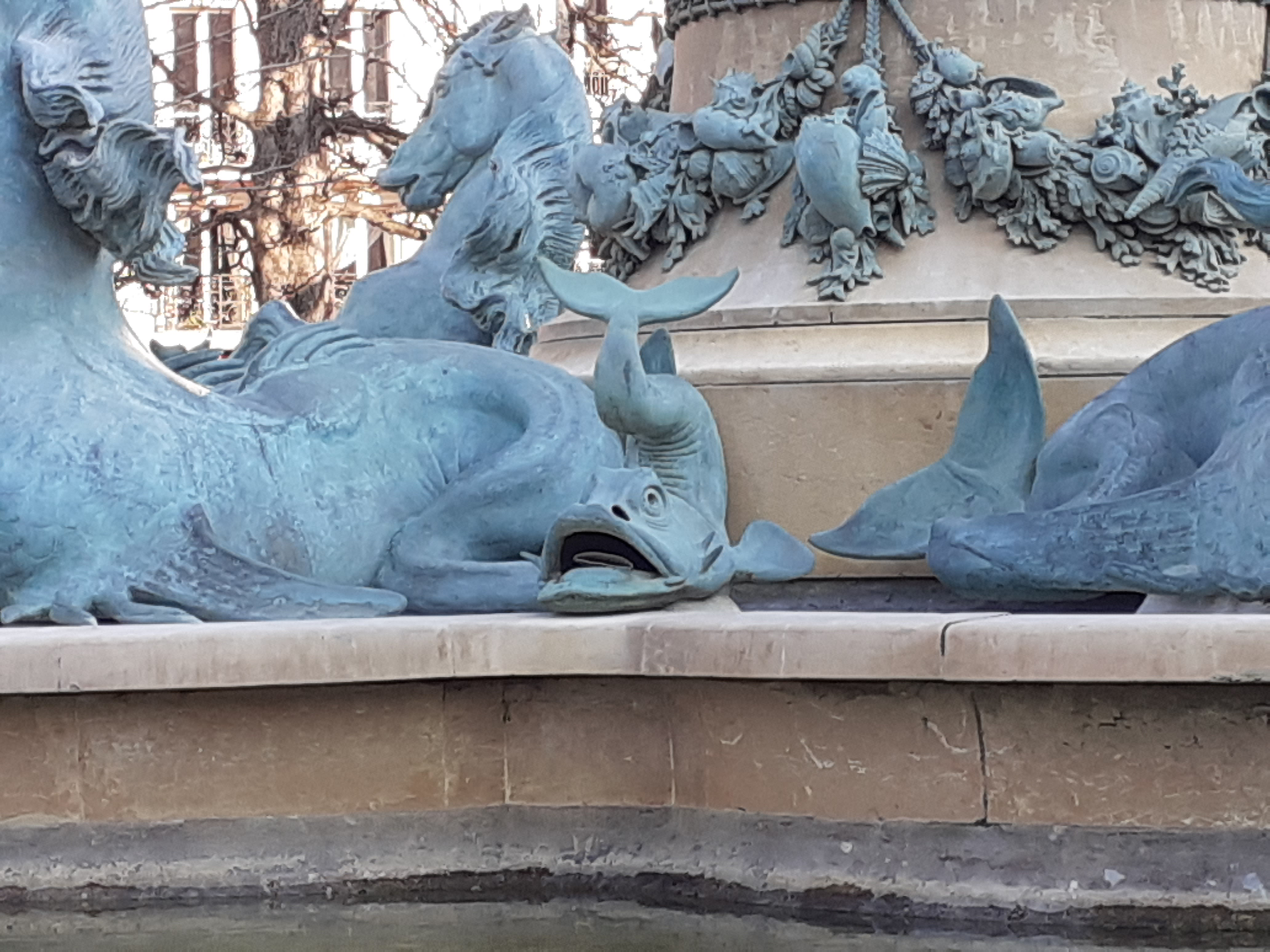
Dauphin.
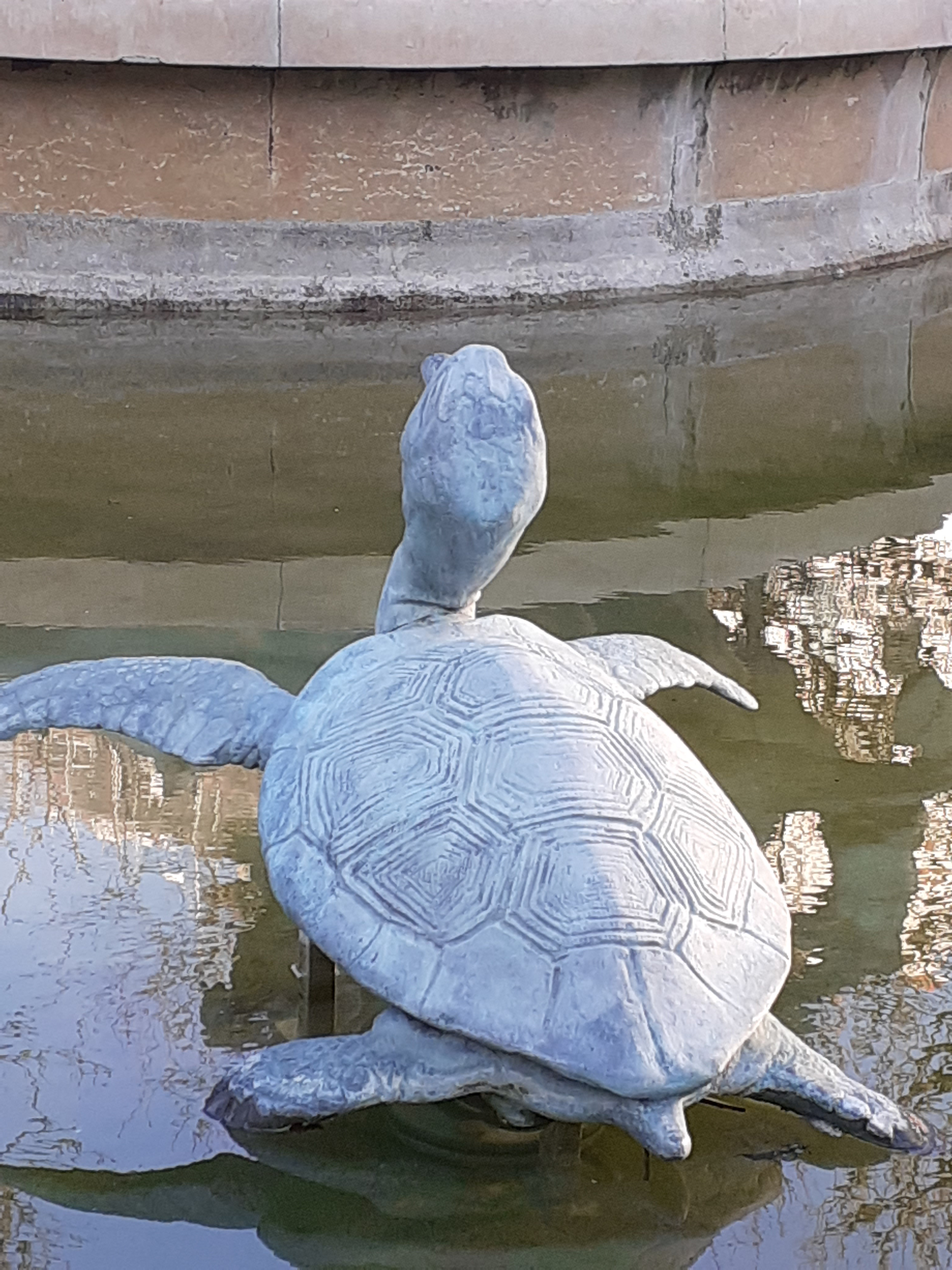
Tortue.
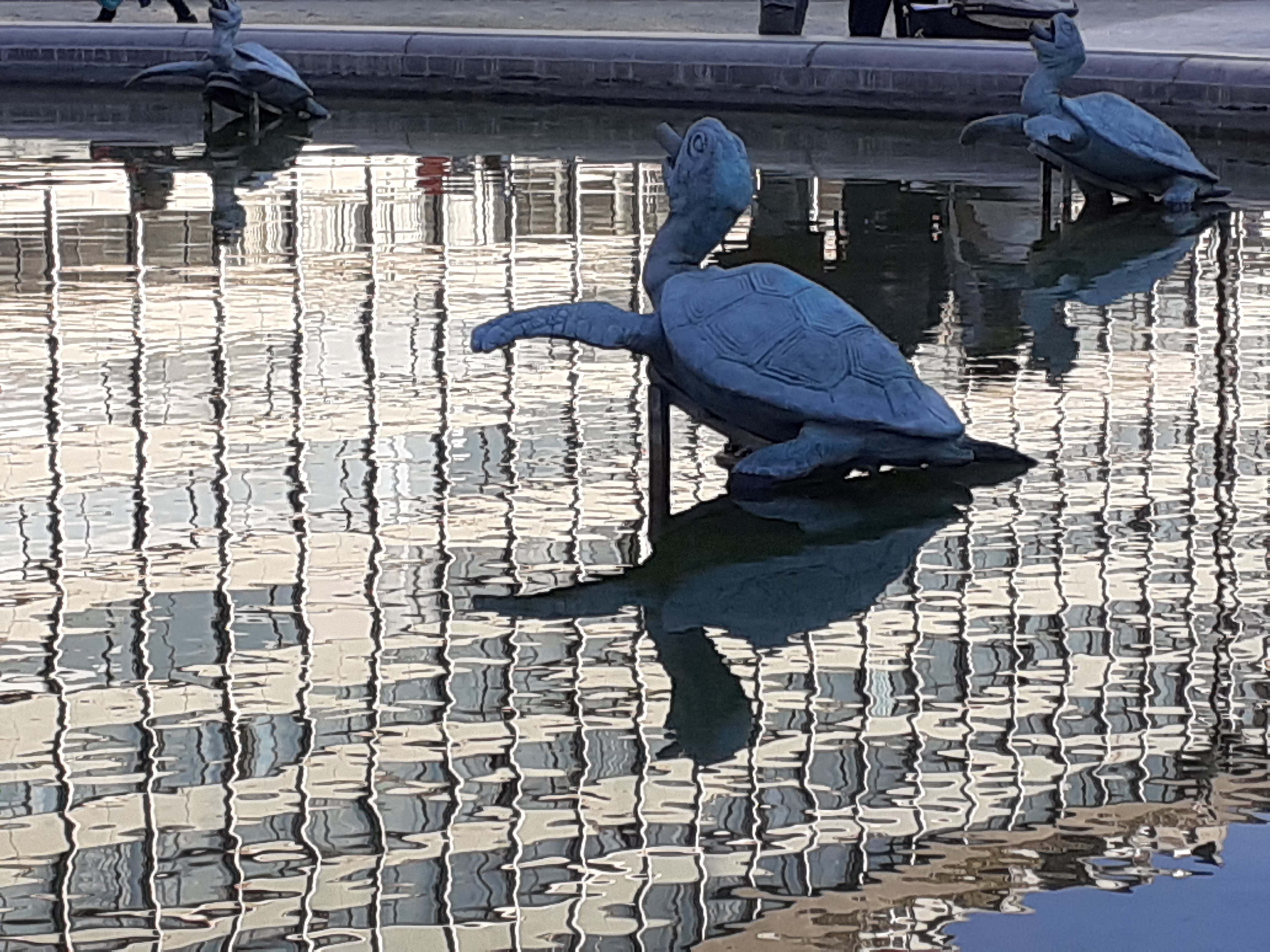
Tortues.
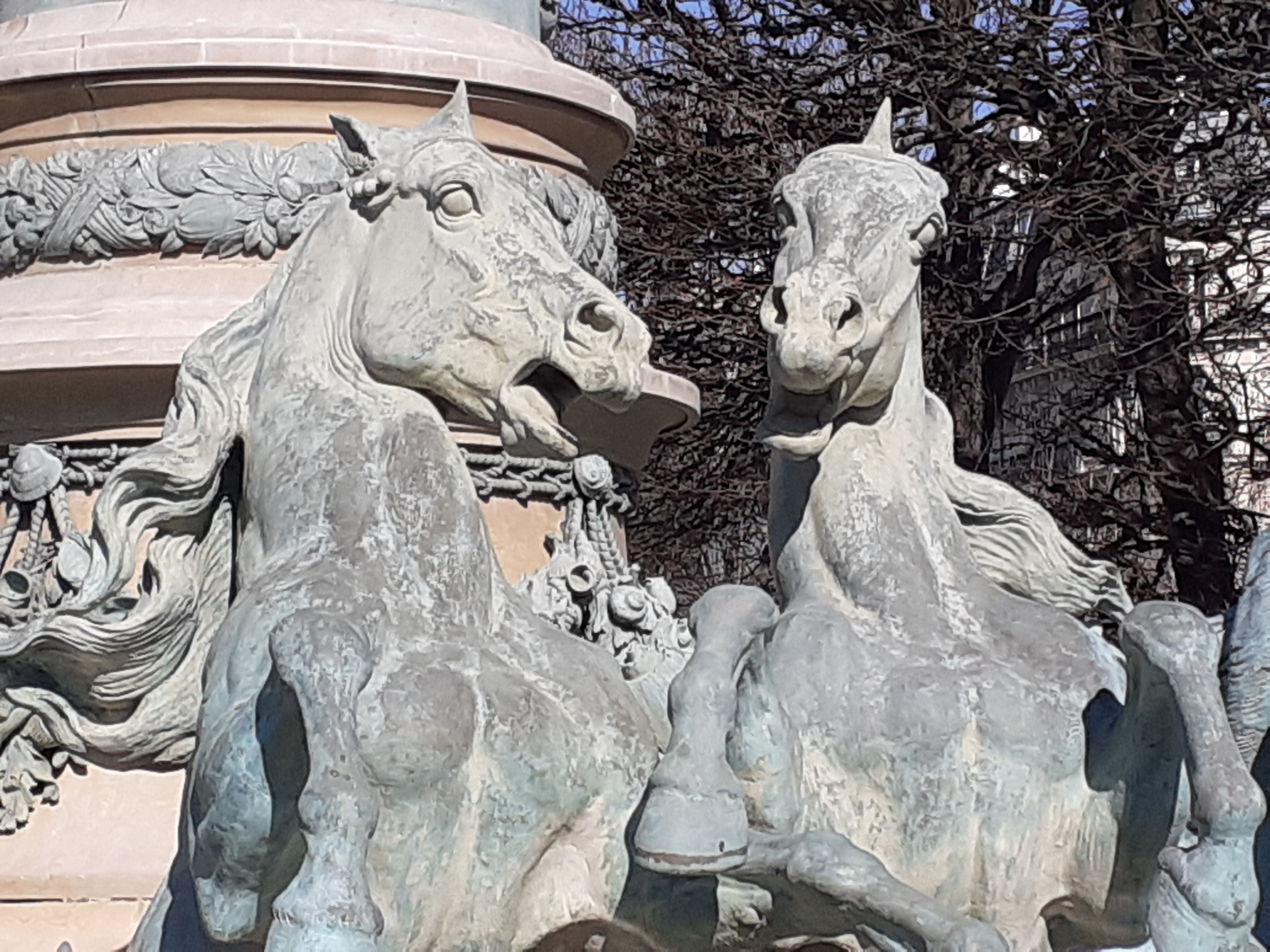
Chevaux.
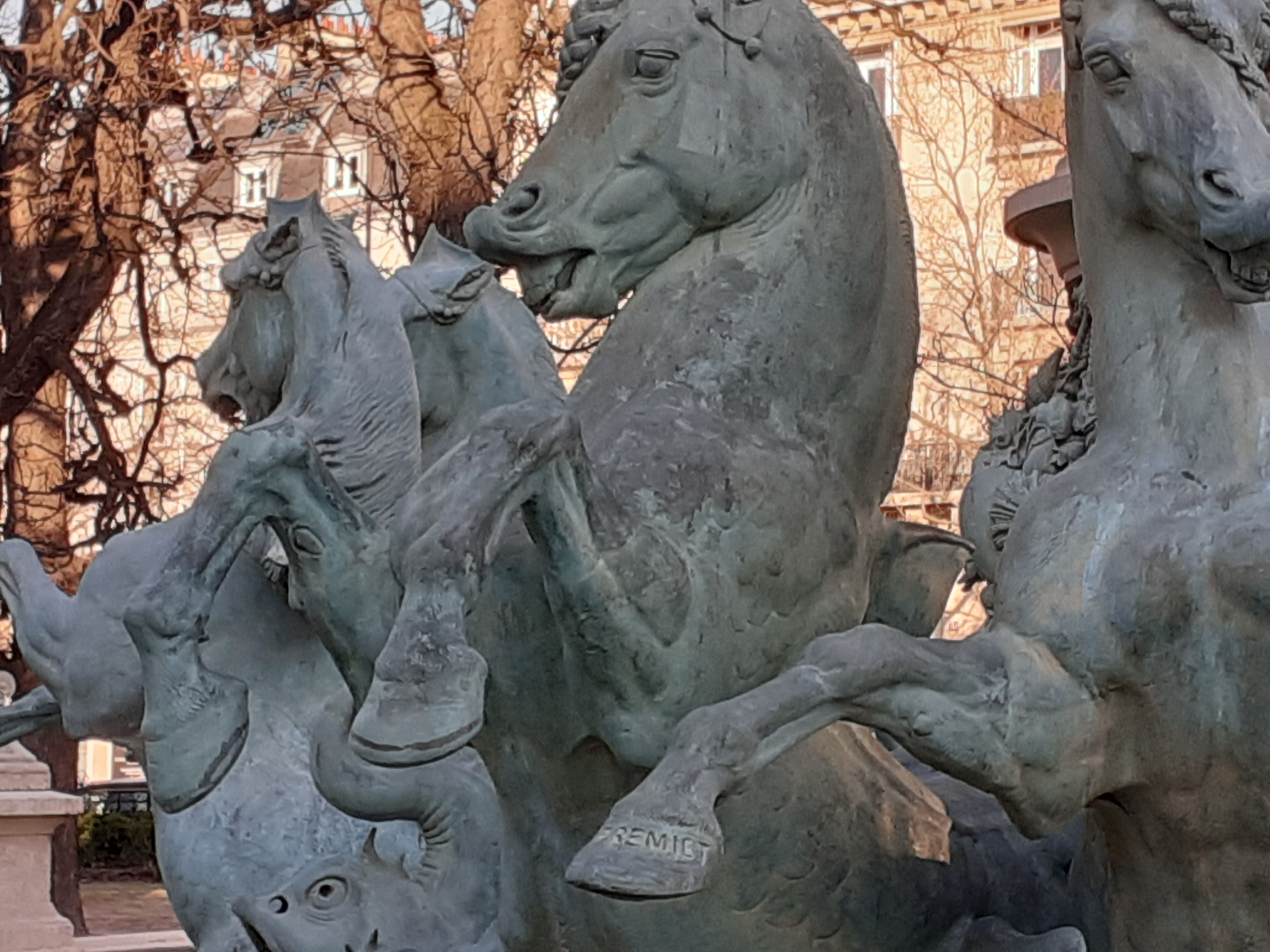
Chevaux - Dauphin. On notera la signature sur le sabot.

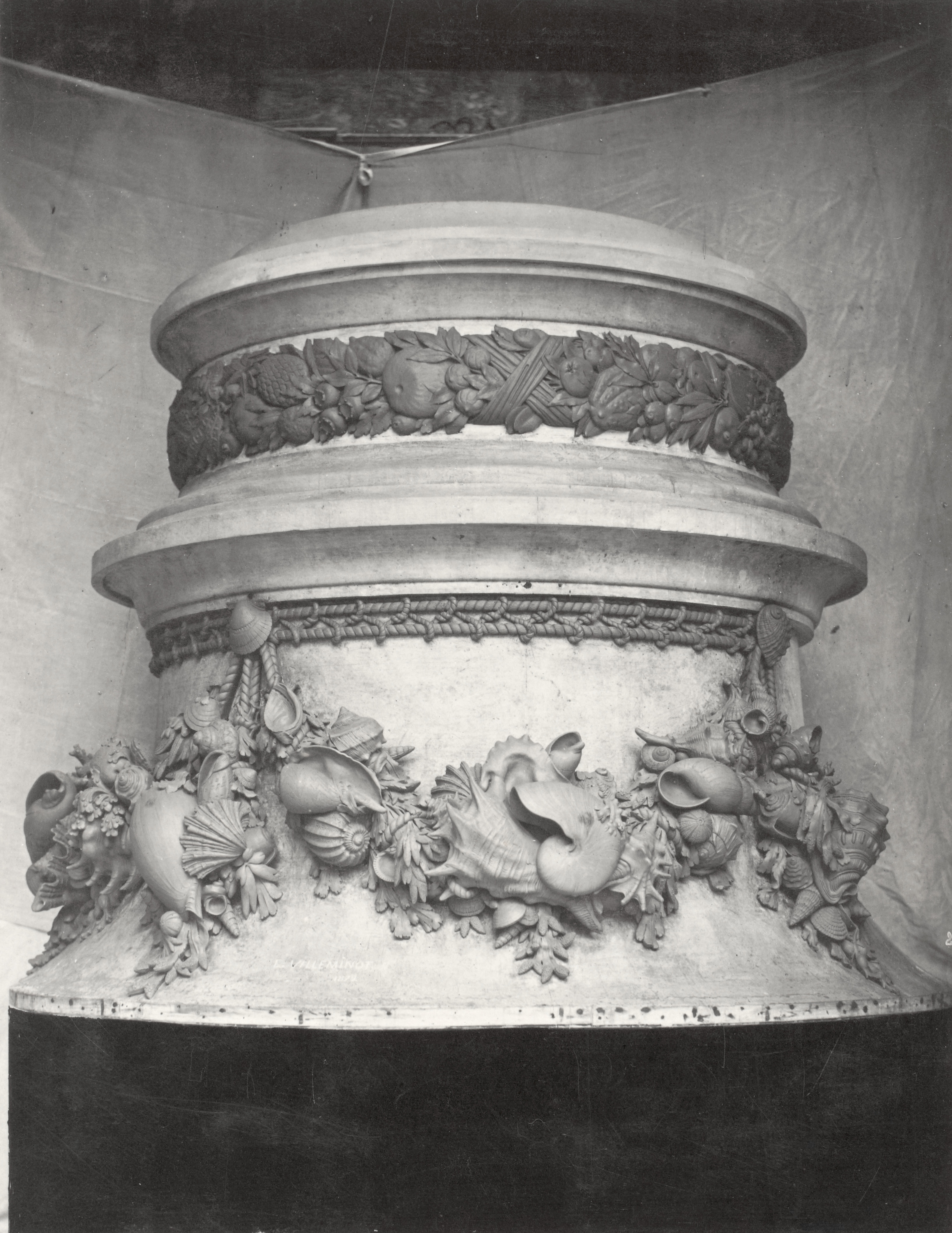
Maquette en plâtre du socle, ornements de Louis Villeminot, Salon de 1872.
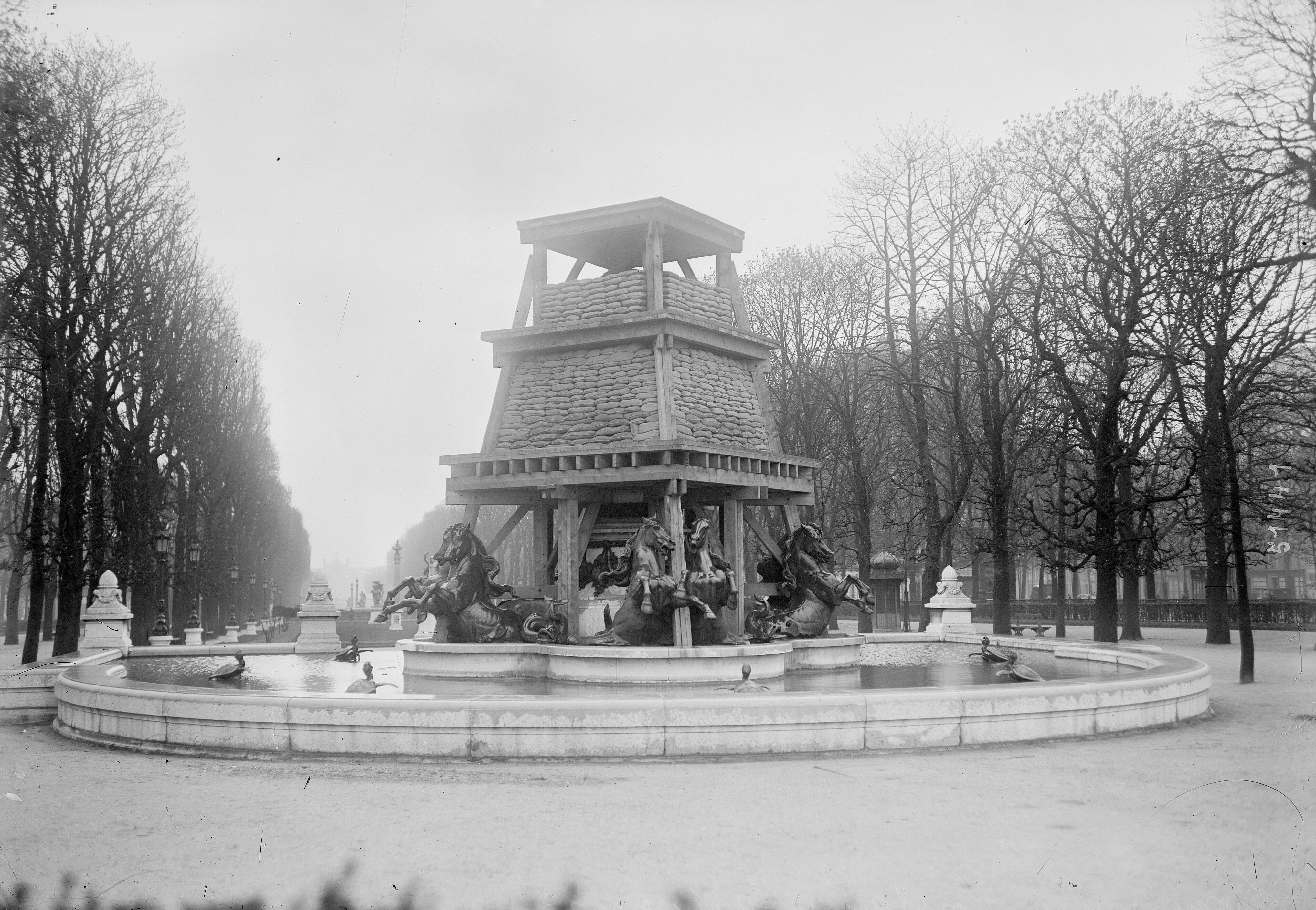
Protection contre les bombardements allemands en 1918.
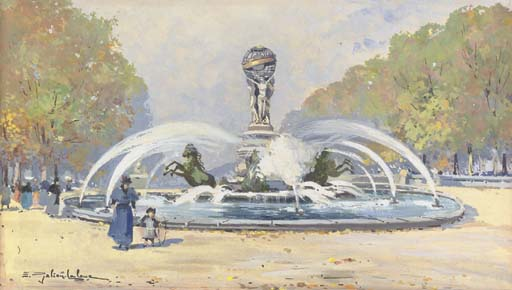
Peinture d'Eugène Galien-Laloue.